# Agustín Battipiedi
Agustín Battipiedi (Ciudad Autónoma de Buenos Aires, 1 de septiembre de 1989) es un futbolista argentino nacionalizado italiano que se desempeña como defensor y mediocampista. Su último club fue Colegiales de la Primera B Metropolitana. Recibió dos veces el premio a Mejor Jugador Joven Del Año, otorgado por la AFA.

## Trayectoria

### Comunicaciones
Su carrera profesional comenzó en febrero del año 2008, luego de graduarse de la secundaria. Curiosamente, el se dedicaba al futbol de una manera amateur, por diversión, y su talento y habilidad fue descubierta por el famoso director técnico y jugador, Carlos Bilardo. Ingresó a la cuarta división de las inferiores del club del barrio Agronomía, Comunicaciones y al poco tiempo debutó en primera. Su carrera terminó en el club luego de disputar 50 partidos y marcando 3 goles.

### Brighton & Hove Albion
A la edad de 20 años, Agustín fue ojeado y se unió libre a Brighton & Hove Albion después de impresionar a Gustavo Poyet en un viaje a Argentina. El 28 de junio de 2010, Battipiedi, junto con su compatriota argentino Cristian Baz, firmaron contratos por un año con Brighton & Hove Albion después de dejar al Club Comunicaciones que disputaba la tercera división argentina. Se convirtió en parte de un equipo ganador que ganó la promoción de la EFL League One como campeones, y ascendieron a la English Football League Championship.

### Dover Athletic
Para la temporada 2011-2012, se unió al Dover Athletic, dirigida por Nicky Forster.

### Brighton & Hove Albion (2.ª etapa)
Battipiedi volvió a firmar con Brighton & Hove Albion durante la temporada 2012-2013, quien ya se encontraba en la English Football League Championship, segunda categoría del fútbol Inglés.

### Salisbury City
En diciembre de 2013, se unió al equipo Salisbury City de la National League de forma libre.

### Sariñena
Después de su paso por Inglaterra, se fue a España para unirse al equipo de Segunda B, Sariñena, para la temporada 2013-2014.

### Sportivo San Lorenzo
En marzo de 2014, Agustín firmó un contrato por un año con el Sportivo San Lorenzo, de la Segunda División de Paraguay. Terminando en la segunda posición, ascendiendo a la máxima categoría por promoción.

### Imperia
Al poco tiempo, fue contratado por Imperia, un equipo de la Eccellenza en Italia , hasta junio de 2015, donde marcó 5 goles.

### Fénix
En el 2016, volvió a su país natal, específicamente al Club Atlético Fénix donde disputó 10 partidos.

### Imperia (2.ª etapa)
Para la temporada 2016-2017, se reincorporó al equipo italiano, Imperia, anotando 6 goles.

### Marsala
Para la temporada 2018-2019, Marsala pone los ojos en él, y ficha a Agustín. Aunque en la temporada de fichajes de invierno, lo contrataría un nuevo club.

### Alassio
Fichó libre por el Alassio, y disputó 11 partidos marcando 3 goles.

### Justo José de Urquiza
En 2020 regresó a Argentina donde se incorporó a Justo José de Urquiza durante un año, donde llegaron a disputar el reducido por el ascenso.

### Los Andes
En la temporada 2021, Battipiedi jugó para el Club Atlético Los Andes, donde disputó 28 partidos y fue una pieza clave del equipo titular, disputando los play offs por el ascenso a la segunda categoría del fútbol argentino.

### Club Atlético Colegiales
Para la temporada 2022, Battipiedi fichó para el Colegiales, donde jugó 26 partidos, convirtiendo 2 goles y siendo uno de los capitanes del equipo de Munro. Terminaron primeros en la tabla anual, clasificando a la Copa Argentina y al reducido por el acenso a la Primera Nacional.

## Estadísticas
Actualizado al 10 de octubre de 2022

| Comunicaciones Argentina | 3.ª                 | 2008-09             | ?   | ?  | ? | ? | — | — | ?   | ?  |
| Comunicaciones Argentina | 3.ª                 | 2009-10             | ?   | ?  | ? | ? | — | — | ?   | ?  |
| Comunicaciones Argentina | Total               | Total               | 50  | 3  | 0 | 0 | 0 | 0 | 50  | 3  |
| Brighton & Hove Albion Inglaterra | 3.ª                 | 2010-11             | 18  | 0  | 5 | 0 | — | — | 23  | 0  |
| Brighton & Hove Albion Inglaterra | Total               | Total               | 18  | 0  | 5 | 0 | 0 | 0 | 23  | 0  |
| Dover Inglaterra | 7.ª                 | 2011-12             | 11  | 1  | 0 | 0 | — | — | 11  | 1  |
| Dover Inglaterra | Total               | Total               | 11  | 1  | 0 | 0 | 0 | 0 | 11  | 1  |
| Brighton & Hove Albion Inglaterra | 2.ª                 | 2012-13             | 0   | 0  | 0 | 0 | — | — | 0   | 0  |
| Brighton & Hove Albion Inglaterra | Total               | Total               | 0   | 0  | 0 | 0 | 0 | 0 | 0   | 0  |
| Salisbury City FC Inglaterra | 7.ª                 | 2013                | 0   | 0  | 0 | 0 | — | — | 0   | 0  |
| Salisbury City FC Inglaterra | Total               | Total               | 0   | 0  | 0 | 0 | 0 | 0 | 0   | 0  |
| Deportivo Sariñena · España | 3.ª                 | 2013-14             | 0   | 0  | 0 | 0 | — | — | 0   | 0  |
| Deportivo Sariñena · España | Total               | Total               | 0   | 0  | 0 | 0 | 0 | 0 | 0   | 0  |
| Sportivo San Lorenzo Paraguay | 2.ª                 | 2014                | 16  | 0  | 0 | 0 | — | — | 16  | 0  |
| Sportivo San Lorenzo Paraguay | Total               | Total               | 16  | 0  | 0 | 0 | 0 | 0 | 16  | 0  |
| A.S.D. Imperia Calcio · Italia | 5.ª                 | 2014-15             | 10  | 2  | 0 | 0 | — | — | 10  | 2  |
| A.S.D. Imperia Calcio · Italia | Total               | Total               | 10  | 2  | 0 | 0 | 0 | 0 | 10  | 2  |
| Fénix Argentina | 3.ª                 | 2016                | 10  | 0  | 0 | 0 | — | — | 10  | 0  |
| Fénix Argentina | Total               | Total               | 10  | 0  | 0 | 0 | 0 | 0 | 10  | 0  |
| A.S.D. Imperia Calcio · Italia | 5.ª                 | 2017-18             | 10  | 3  | 0 | 0 | — | — | 10  | 3  |
| A.S.D. Imperia Calcio · Italia | Total               | Total               | 10  | 3  | 0 | 0 | 0 | 0 | 10  | 3  |
| S.S.D. Marsala Calcio · Italia | 5.ª                 | 2018-19             | 12  | 2  | 0 | 0 | — | — | 12  | 2  |
| S.S.D. Marsala Calcio · Italia | Total               | Total               | 12  | 2  | 0 | 0 | 0 | 0 | 12  | 2  |
| A.S.D. Alassio FC · Italia | 5.ª                 | 2018-19             | 11  | 3  | 0 | 0 | — | — | 11  | 3  |
| A.S.D. Alassio FC · Italia | Total               | Total               | 11  | 3  | 0 | 0 | 0 | 0 | 11  | 3  |
| J. J. Urquiza Argentina | 3.ª                 | 2020                | 1   | 0  | 0 | 0 | — | — | 1   | 0  |
| J. J. Urquiza Argentina | Total               | Total               | 1   | 0  | 0 | 0 | 0 | 0 | 1   | 0  |
| Los Andes Argentina | 3.ª                 | 2021                | 28  | 0  | 0 | 0 | — | — | 28  | 0  |
| Los Andes Argentina | Total               | Total               | 28  | 0  | 0 | 0 | 0 | 0 | 28  | 0  |
| Colegiales Argentina | 3.ª                 | 2022                | 25  | 2  | 1 | 0 | — | — | 26  | 2  |
| Colegiales Argentina | Total               | Total               | 25  | 2  | 1 | 0 | 0 | 0 | 26  | 2  |
| Total en su carrera | Total en su carrera | Total en su carrera | 203 | 20 | 6 | 0 | 0 | 0 | 203 | 20 |
| (1) La copa nacional se refiere a la Copa Argentina y Supercopa Argentina . (2) La copa internacional se refiere a la Copa Sudamericana, Recopa Sudamericana, Copa Libertadores y Copa Suruga Bank. |                     |                     |     |    |   |   |   |   |     |    |

### Palmarés

#### Títulos nacionales
| Título           | Club                   | País       | Año       |
| ---------------- | ---------------------- | ---------- | --------- |
| EFL League One   | Brighton & Hove Albion | Inglaterra | 2010-2011 |
| Segunda División | Sportivo San Lorenzo   | Paraguay   | 2014      |